# Mormopterus phrudus
Mormopterus phrudus é uma espécie de morcego da família Molossidae. Endêmica do Peru, onde é conhecido apenas da sua localização-tipo em Cuzco.